# Czubajeczka brązowoczerwonawa
Czubajeczka brązowoczerwonawa (Lepiota brunneoincarnata Chodat & C. Martín) – gatunek grzybów z rodziny pieczarkowatych (Agaricaceae).

## Systematyka i nazewnictwo
Pozycja w klasyfikacji według Index Fungorum: Lepiota, Agaricaceae, Agaricales, Agaricomycetidae, Agaricomycetes, Agaricomycotina, Basidiomycota, Fungi.
Niektóre synonimy łacińskie:
- Lepiota barlae Pat. 1905
- Lepiota barlaeana Pat. 1908
- Lepiota brunneoincarnata Chodat & C. Martín 1889 f. brunneoincarnata
- Lepiota brunneoincarnata f. pallida Bon & A. Caball. 2000
- Lepiota brunneoincarnata Chodat & C. Martín 1889 var. brunneoincarnata
- Lepiota brunneoincarnata var. microspora Konrad 1927
- Lepiota patouillardii Sacc. & Trotter 1912

Nazwę polską zaproponował Władysław Wojewoda w 2003 r. 

## Morfologia
Kapelusz
Średnica od 3 do 6 cm, początkowo wypukły z tępym garbkiem, później rozpostarty, u starszych okazów nieco wklęsły, z brązowymi, winnobrązowymi lub fioletowobrązowymi łuskami na bladoróżowym tle. Skórka popękana na ziarniste łuseczki.
Trzon
Wysokość od 3 do 5 cm, średnica od 0,3 do 0,8 cm, cylindryczny, z wąskim pierścieniem, który zanika u dojrzałych owocników, nad pierścieniem białawy, pod nim różowawobrązowy do jasnofioletowego, z kilkoma przerywanymi, pierścieniowatymi, brązowymi łuskami ułożonymi jedna nad drugą.
Blaszki
Przy trzonie wolne, bladokremowe. Ostrze blaszek bardzo drobno karbowane.
Miąższ
Biały, trochę czerwieniejący, o owocowym zapachu.
Wysyp zarodników
Biały. Zarodniki eliptyczne, o rozmiarach 6,5–9 × 3,5–4,5 µm.

## Występowanie i siedlisko
W Europie Środkowej gatunek rzadki, częściej występuje w Europie Południowej. W Polsce gatunek rzadki. W piśmiennictwie naukowym do 2003 r.opisano jego występowanie tylko w Roztoczańskim Parku Narodowym. Znajduje się na Czerwonej liście roślin i grzybów Polski. Ma status V – zagrożony wyginięciem. Znajduje się na listach gatunków zagrożonych także w Niemczech i Danii. 
Rośnie pojedynczo lub w niewielkich grupkach na skraju lasów, parków, na gołej ziemi bogatej w próchnicę, często w miejscach działalności człowieka. Owocniki wytwarza od lipca do października.

## Znaczenie
Grzyb trujący, powodujący ciężkie do śmiertelnych zatrucia amatoksynami, o podobnym przebiegu jak zatrucia muchomorem zielonawym (Amanita phalloides). Podobnie działa inna, drobna i trująca czubajeczka cielista (Lepiota helveola).

## Gatunki podobne
- Trująca Lepiota brunneolilacea, która ma pierścień zielonkawoszary i rośnie na glebach piaszczystych[6].